# Astragalus herbertii
Astragalus herbertii es una especie de planta del género Astragalus, de la familia de las leguminosas, orden Fabales.

## Distribución
Astragalus herbertii se distribuye por Irán.

## Taxonomía
Fue descrita científicamente por A. A. R. Maassoumi. Fue publicada en Mitt. Bot. Staatssamml. München 27: 129 (1988).